# Krizz Kaliko
Krizz Kaliko, pseudonimo di Samuel William Christopher Watson IV (Kansas City, 7 marzo 1974), è un rapper e cantante statunitense.
È un frequente collaboratore di Tech N9ne.

## Discografia
- 2008 – Vitiligo
- 2009 – Genius
- 2010 – Shock Treatment
- 2011 – S.I.C. (EP)
- 2012 – Kickin' and Screamin'
- 2012 – Neh'mind (EP)
- 2013 – Son of Sam
- 2014 – Illuminated